# Popov toranj
Popov toranj je danas sačuvani objekt obrambenog sustava zagrebačkog Gradeca. Nalazi se sa sjeverne strane Gradeca (Griča), na vrhu Opatičke ulice. Utvrda je podignuta sredinom 13. stoljeća. Narod ju je zvao Popovim tornjem jer je bila vlasništvo zagrebačkog biskupa. Kada je u prvoj polovici 16. stoljeća toranj uklopljen u gradske utvrde, zadaća mu je bila štititi sjeverna gradska vrata. Sredinom 17. stoljeća u njemu je bila škola, a drugi je kat dograđen u prvoj polovici 19. stoljeća. 

## Zvjezdarnica Zagreb
Na vrhu Popovog tornja nalazi se kupola s teleskopom Zvjezdarnice Zagreb. Zvjezdarnica je utemeljena na poticaj Hrvatskoga prirodoslovnog društva. Svečano je otvorena 5. prosinca 1903. godine. Ugledu Zvjezdarnice pridonio je hajdelberški astronom August Kopff, imenovavši novootkriveni planetoid 589 (otkriven 1906. godine), Croatia, u čast otvaranja Zvjezdarnice. Prvi upravitelj Zvjezdarnice bio je Oton Kučera.
Sredinom 1980-ih godina kompleks zgrada kojemu pripada Zvjezdarnica intenzivno je preuređen. Godine 1992. postavljena je nova kupola, prostor je suvremeno opremljen, a djelatnost modernizirana. 